# The Simpsons: A Complete Guide to Our Favorite Family
The Simpsons: A Complete Guide to Our Favorite Family, traducido al español, Los Simpson: Una guía completa sobre nuestra familia preferida, es un libro publicado en 1997 por HarperCollins. Fue editado por Ray Richmond y Antonia Coffman; Matt Groening recibe el crédito como el creador de Los Simpson, la serie de televisión sobre la cual se basa el libro, y también por una introducción del libro.
Aunque el título del libro incluye la palabra "completa", el libro es una guía de episodio por episodio de Los Simpson. El libro es notable como una "guía definitiva". Según Matt Groening, el libro por poco fue titulado "Enciclopedia Simpsonica".

## Características
Las páginas 10 y 11 son biografías cortas de cada uno de los cinco miembros de la familia Simpson, Homer, Marge, Bart, Lisa y Maggie. También tiene otras mini-biografías sobre otros personajes, como Santa's Little Helper, Snowball, o el Comandante Willem Dafoe ("The Secret War of Lisa Simpson"). Cada episodio ocupa una o dos páginas, incluyendo una sinopsis, créditos, cuadros, y escenas memorables, también los gags de la pizzarra de cada episodio.
Al principio de cada temporada aparecen las características especiales, como una lista una descripción de los cortos de Los Simpson, una lista de los D'oh! de Homer, y una lista de episodios de Itchy and Scratchy.

## Secuelas
Este libro tiene tres secuelas:
- The Simpsons Forever!: A Complete Guide to Our Favorite Family ...Continued, una guía de episodios de las temporadas 9 y 10;
- The Simpsons Beyond Forever!: A Complete Guide to Our Favorite Family ...Still Continued, guía de las temporadas 11 y 12; y
- The Simpsons One Step Beyond Forever!: A Complete Guide to Our Favorite Family ...Continued Yet Again, guía de temporadas 13 y 14.